# اداره اصلاحات ایالت واشینگتن
اداره اصلاحات ایالت واشینگتن (انگلیسی: Washington State Department of Corrections) مسیول مدیریت زندان‌های بزرگسالان در ایالت واشینگتن می‌باشد.